# Чивица
Чивица (устар. Чивца, Чиеща) — река в Харовском районе Вологодской области России. Длина реки составляет 25 км.
Вытекает из озера Чивицкого на высоте 173,2 м над уровнем моря. Протекает в северо-западном направлении по ненаселённому заболоченному лесу. Впадает в реку Кубену в 109 км от её устья по левому берегу. Близ устья Чивицы на её берегах расположены деревни сельского поселения Харовское Коровиха (правый берег) и Боровиково (левый берег).

## Данные водного реестра
По данным государственного водного реестра России относится к Двинско-Печорскому бассейновому округу, водохозяйственный участок реки — озеро Кубенское и реки Сухона от истока до Кубенского гидроузла, речной подбассейн реки — Сухона. Речной бассейн реки — Северная Двина.
Код объекта в государственном водном реестре — 03020100112103000005887.